# 西麗克·史密莎
西麗克·史密莎曾是南印度色情電影界的王后級人物。

## 傳記
出生于安得拉邦的Eluru貧窮人家，原名為：維嘉雅蘭斯密（Vijayalaxmi），小學四年級因家貧輟學從影。 她跟從姨娘來到當時南印度電影中心城市馬德拉斯，更名為史密莎（Smitha）。她的第一部扮演主要角色的泰米爾語電影為：Vandi Chakkaram (The Wheel)，1979年她又在自己的名字前加上西麗克（Silk——是她在一部電影中的角色名）。
她在此後的十多年中一直很成功，但是步入九十年代事業開始走下坡。她嘗試製作電影但是損失了大量金錢，以致身心交瘁，終於在1996年以自殺結束了自己的生命。

## 電影事業
西麗克·史密莎在從影二十多年中演過不下200部泰米爾語、泰盧固語、马拉雅拉姆语、卡納達克語的電影，她在影片中大膽的舞蹈表演使得她在南印度擁有眾多的觀眾，她的電影代表作有：
- Layanam、[5]
- 新月牙兒 / Moondram Pirai（印地語版本標題為：Sadma）[6]

## 外部連結
- 西麗克·史密莎（Silk Smitha）在互联网电影资料库（IMDb）上的資料（英文）
- 她的玉照 （页面存档备份，存于）